# ایستگاه راه‌آهن پکن
ایستگاه راه‌آهن پکن (انگلیسی: Beijing railway station) ایستگاه قطار مسافربری در شهر پکن، چین است.
این ایستگاه که در سال ۱۹۵۹ تأسیس شده به راه‌آهن سراسری چین متصل است.

## نگارخانه

۱۹۵۹
۱۹۵۹
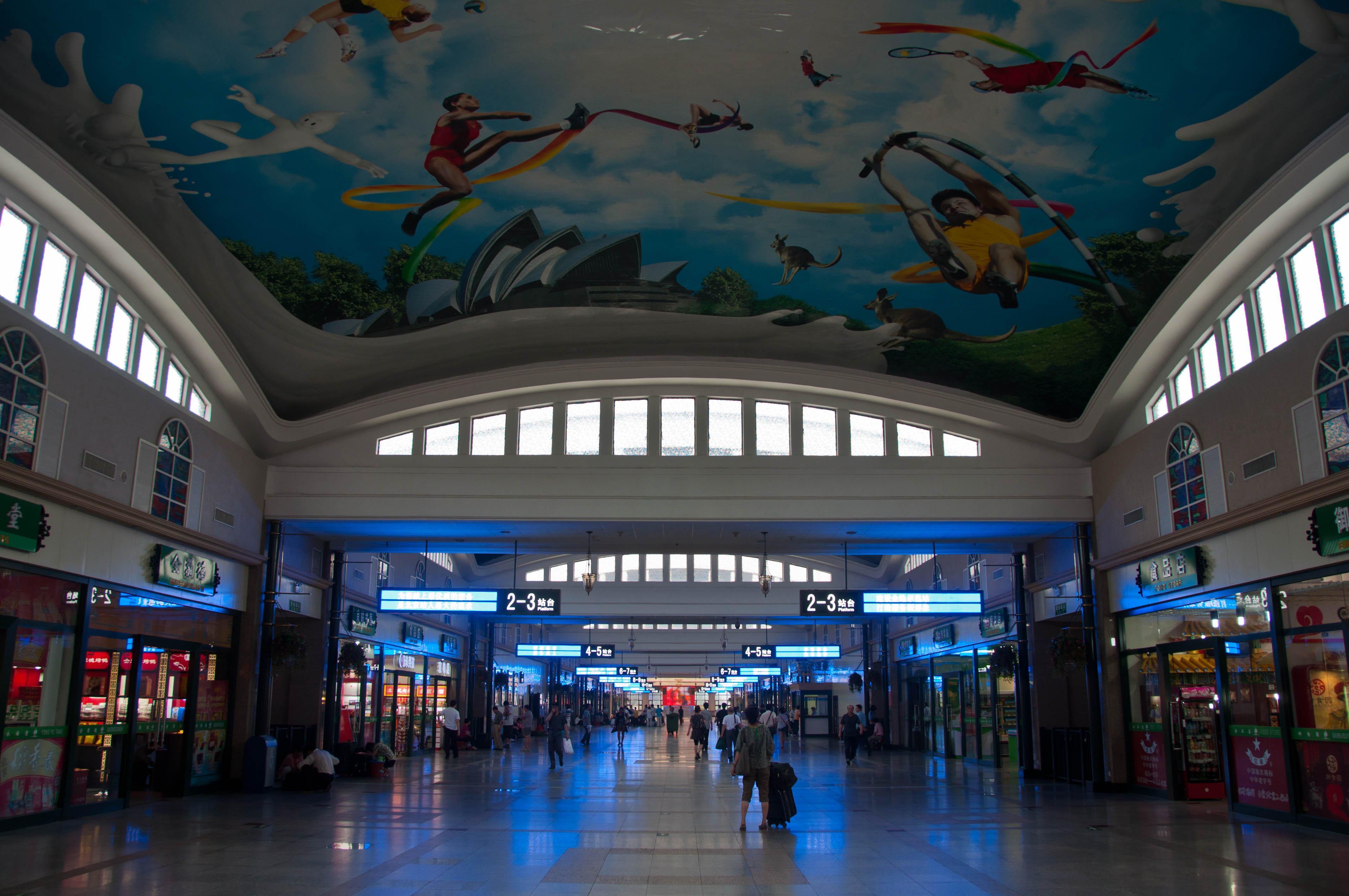
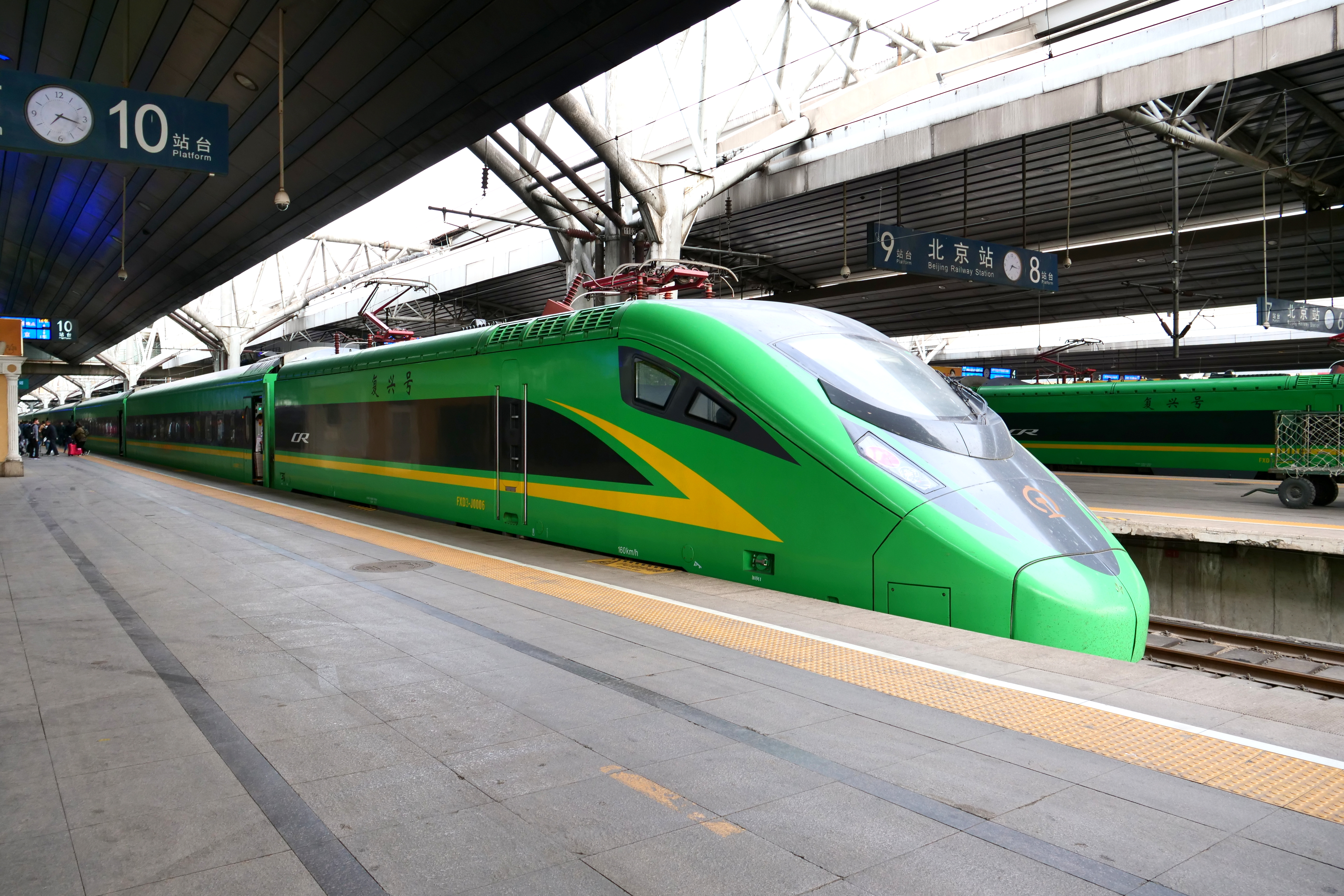